# Karman Thandi
Karman Kaur Thandi (Nuova Delhi, 16 giugno 1998) è una tennista indiana.

## Biografia
Allenata da Mahesh Bhupathi, ha iniziato a giocare all'età di 8 anni. La sua tennista di riferimento è Marija Šarapova.
Karman Thandi è la sesta tennista indiana della storia ad essere entrata nelle prime 200 della classifica mondiale, dopo Nirupama Sanjeev, Sania Mirza, Shikha Uberoi, Sunitha Rao e Ankita Raina.
Ha vinto 4 titoli in singolare e 4 titoli in doppio nel circuito ITF. Il suo primo titolo maggiore conquistato è il $25,000 di Hong Kong il 23 giugno 2018, mentre nella carriera junior ha raggiunto la posizione numero 32 in singolare nel gennaio 2016.
Ha partecipato ai XVIII Giochi asiatici, insieme a Divij Sharan nel doppio misto. I due hanno sconfitto la coppia filippina composta da Marian Jane Capadocia e Alberto Lim Jr. nel loro primo incontro, ma sono poi stati sconfitti nel terzo turno.
Karman Thandi è stata la seconda tennista indiana a vincere un match in singolare nel circuito maggiore, sconfiggendo Lu Jiajing al Jiangxi International Women's Tennis Open 2018, dopo il successo di Sania Mirza contro la tedesca Kristina Barrois al BNP Paribas Open 2012.
Fa parte della squadra indiana di Fed Cup dal 2017, dove ha un record di 3-6 in singolare e di 2-1 in doppio.

## Circuito WTA 125

### Doppio

#### Vittorie (1)
| N. | Data             | Torneo                         | Superficie    | Compagna     | Avversarie in finale             | Punteggio               |
| 1. | 18 novembre 2018 | OEC Taipei Ladies Open, Taipei | Sintetico (i) | Ankita Raina | Ol'ga Dorošina Natela Dzalamidze | 6-3, 5-7, [12-12], rit. |

## Statistiche ITF

### Singolare

#### Vittorie (4)
| Torneo $100.000 (0) |
| Torneo $80.000 (0)  |
| Torneo $75.000 (0)  |
| Torneo $60.000 (2)  |
| Torneo $50.000 (0)  |
| Torneo $40.000 (0)  |
| Torneo $25.000 (2)  |
| Torneo $15.000 (0)  |
| Torneo $10.000 (0)  |

| N. | Data            | Torneo                                            | Superficie  | Avversaria          | Punteggio     |
| 1. | 23 giugno 2018  | Prudential Hong Kong Women's Circuit, Hong Kong   | Cemento     | Lu Jiajing          | 6-1, 6-2      |
| 2. | 26 giugno 2022  | The Tennis Project, Gurgaon                       | Cemento     | Sofia Costoulas     | 6-4, 2-6, 6-1 |
| 3. | 23 ottobre 2022 | Challenger Banque Nationale de Saguenay, Saguenay | Cemento (i) | Katherine Sebov     | 3-6, 6-4, 6-3 |
| 4. | 23 luglio 2023  | The Women's Hospital Classic, Evansville          | Cemento     | Julija Starodubceva | 7-5, 4-6, 6-1 |

#### Sconfitte (9)
| Torneo $100.000 (0) |
| Torneo $80.000 (0)  |
| Torneo $75.000 (0)  |
| Torneo $60.000 (1)  |
| Torneo $50.000 (0)  |
| Torneo $40.000 (0)  |
| Torneo $25.000 (6)  |
| Torneo $15.000 (0)  |
| Torneo $10.000 (2)  |

| N. | Data             | Torneo                                                 | Superficie  | Avversaria           | Punteggio        |
| 1. | 12 dicembre 2015 | ITF Indore Women's Tennis Tournament, Indore           | Cemento     | Anastasyja Vasyl'eva | 5–7, 6–2, 2–6    |
| 2. | 8 ottobre 2016   | Thailand ITF Women's Pro Circuit, Distretto di Hua Hin | Cemento     | Guo Hanyu            | 3-6, 3-6         |
| 3. | 16 luglio 2017   | ITF Women's Circuit Naiman, Naiman                     | Cemento     | Lu Jingjing          | 2-6, 1-6         |
| 4. | 11 novembre 2017 | LIC ITF Women's Tennis Championships, Pune             | Cemento     | Jaqueline Cristian   | 3-6, 6-1, 0-6    |
| 5. | 28 ottobre 2018  | ITF Women's Circuit Nanning, Nanning                   | Cemento     | Han Xinyun           | 4-6, 6-2, 4-6    |
| 6. | 1º dicembre 2018 | LIC ITF Women's Tennis Championships, Pune             | Cemento     | Tamara Zidanšek      | 3-6, 4-6         |
| 7. | 24 novembre 2019 | ITF Womens Bhopal, Bhopal                              | Cemento     | Chihiro Muramatsu    | 1-6, 1-3, rit.   |
| 8. | 27 novembre 2021 | Internazionali Tennis Val Gardena Südtirol, Ortisei    | Cemento (i) | Susan Bandecchi      | 4-6, 4-6         |
| 9. | 18 giugno 2023   | Palmetto Pro Open, Sumter                              | Cemento     | Julija Starodubceva  | 7-6(5), 5-7, 4-6 |

### Doppio

#### Vittorie (4)
| Torneo $100.000 (0) |
| Torneo $80.000 (0)  |
| Torneo $75.000 (0)  |
| Torneo $60.000 (0)  |
| Torneo $50.000 (0)  |
| Torneo $40.000 (0)  |
| Torneo $25.000 (1)  |
| Torneo $15.000 (1)  |
| Torneo $10.000 (2)  |

| N. | Data             | Torneo                                     | Superficie  | Compagna                   | Avversarie in finale                   | Punteggio           |
| 1. | 20 novembre 2015 | Women's ITF Gulbarga, Gulbarga             | Cemento     | Dhruthi Tatachar Venugopal | Prerna Bhambri Kanika Vaidya           | 1–6, 6–3, [10–7]    |
| 2. | 27 novembre 2015 | Women's ITF Gulbarga, Gulbarga             | Cemento     | Dhruthi Tatachar Venugopal | Nidhi Chilumula Eetee Maheta           | 6–4, 6(5)-7, [10–7] |
| 3. | 25 marzo 2017    | Lyttos Beach ITF Pro Circuit, Heraklion    | Terra rossa | Mira Antonitsch            | Ol'ha Jančuk Despoina Papamichaīl      | 6-0, 6-3            |
| 4. | 1º dicembre 2018 | LIC ITF Women's Tennis Championships, Pune | Cemento     | Ankita Raina               | Aleksandrina Najdenova Tamara Zidanšek | 6-2, 6(5)-7, [11-9] |

#### Sconfitte (5)
| Torneo $100.000 (0) |
| Torneo $80.000 (0)  |
| Torneo $75.000 (0)  |
| Torneo $60.000 (1)  |
| Torneo $50.000 (0)  |
| Torneo $40.000 (0)  |
| Torneo $25.000 (2)  |
| Torneo $15.000 (0)  |
| Torneo $10.000 (2)  |

| N. | Data              | Torneo                                                    | Superficie  | Compagna                   | Avversarie in finale                 | Punteggio        |
| 1. | 16 maggio 2015    | NIWEC ITF Women's International Tennis Tournament, Nashik | Terra rossa | Riya Bhatia                | Sowjanya Bavisetti Rishika Sunkara   | 6(5)–7, 2–6      |
| 2. | 11 dicembre 2015  | ITF Indore Women's Tennis Tournament, Indore              | Cemento     | Dhruthi Tatachar Venugopal | Veronika Kapšaj Anastasyja Vasyl'eva | 1–6, 3–6         |
| 3. | 22 settembre 2017 | Lubbock Challenger, Lubbock                               | Cemento     | Ana Veselinović            | Victoria Duval Alisa Klejbanova      | 6-2, 4-6, [8-10] |
| 4. | 14 ottobre 2017   | Open Feminin 50, Cherbourg-en-Cotentin                    | Cemento (i) | Samantha Murray            | Manon Arcangioli Shérazad Reix       | 1-3, rit.        |
| 5. | 15 luglio 2023    | Saskatoon Challenger, Saskatoon                           | Cemento     | Stacey Fung                | Abigail Rencheli Alana Smith         | 6-4, 4-6, [7-10] |